# موضي قطعة من ذهب (مسلسل)
موضي قطعة من ذهب مسلسل تلفزيوني كويتي درامي.

## القصة
تدور أحداث العمل في إطار اجتماعي رومانسي مليء بالتشويق والاثارة منذ فترة السبعينات وحتى عام 2012، يحكي المسلسل عن علاقة الزوج بزوجته وبداية الانجاب، وحلم بطل المسلسل بأن ينجب فتاة لكنه يرزق بـ4 أبناء، ويرصد المسلسل مرور الأبناء في المراحل العمرية المختلفة، ومن ثم تنتقل الأحداث إلى التركيز على علاقتهم بالأب، والدخول في صراعات، والصعاب في مقابل تكوين أسرة.

## طاقم العمل
- داود حسين
- فهد العبد المحسن
- نور
- سماح بدور موضي
- أسمهان توفيق
- حسين المهدي
- عبد المحسن القفاص
- يعقوب عبد الله
- ريم ارحمة
- لمياء طارق
- شهد الياسين
- عبد الله الفريح

## هوامش
- رشحت الفنانة هبة الدري للمشاركة بالمسلسل وأداء إحدى الشخصيات، إلا إنها اعتذرت بعد ذلك بسبب عدم القدرة على تنسيق المواعيد، وتم اختيار الفنانة لمياء طارق لأداء الشخصية.

## وصلات خارجية
- صفحة مسلسل موضي قطعة من ذهب على موقع السينما.كوم